# Eschweilera mattos-silvae
Eschweilera mattos-silvae är en tvåhjärtbladig växtart som beskrevs av Scott A. Mori. Eschweilera mattos-silvae ingår i släktet Eschweilera och familjen Lecythidaceae. Inga underarter finns listade i Catalogue of Life.